# Mosty u Jablunkova zastávka (Mosty koło Jabłonkowa przystanek)
Mosty u Jablunkova zastávka (Mosty koło Jabłonkowa przystanek) – przystanek kolejowy w Mostach koło Jabłonkowa, w kraju morawsko-śląskim, w Czechach. Znajduje się na wysokości 515 m n.p.m.

## Historia
Przystanek zlokalizowany obok tuneli kolejowych pod siodłem Przełęczy Jabłonkowskiej został otwarty w 1951 roku. Posiadał pojedynczy peron zlokalizowany na łuku pozbawiony infrastruktury peronowej. W latach 2007–2013 zmodernizowano tunel kolejowy oraz przystanek. Wybudowano nowe perony połączone przejściem podziemnym oraz zainstalowano oświetlenie. Przystanek posiada dwujęzyczną nazwę, gdyż ponad 10% mieszkańców gminy to przedstawiciele mniejszości polskiej. Z przystanku wytyczono szlaki turystyczne na Studzieniczne i do Łomnej Dolnej.